# Сайпрес-парк, Лос-Анджелес
Сайпрес-парк (англ. Cypress Park) — нейборгуд із понад 10 000 мешканців на північному сході Лос-Анджелес, штат Каліфорнія. Оточене пагорбами з трьох сторін, воно розташоване в долині, утвореній річкою Лос-Анджелес і Арройо-Секо. Це місце державного парку Ріо-де-Лос-Анджелес, велосипедної доріжки на річці Лос-Анджелес та інших місць для відпочинку. Він містить одну приватну та чотири державні школи.
Ця територія була заселена як іспанське ранчо, яке після мексикансько-американської війни стало власністю американського землевласника. Після його смерті Сайпрес-парк був розділений і створений як громада в 1882 році.
У Сайпрес-парк є чотири історико-культурні пам'ятки Лос-Анджелеса.
Наразі цей район зазнає швидкої або помірної джентрифікації через його близькість до Хайленд-парку, центру міста та різноманітних транспортних вузлів.

## Історія
Земля, на якій зараз розташований Сайпрес-парк, була вперше заселена племенем Тонгва корінних американців шошонів. Коли Гаспар де Портола та його експедиція вперше натрапили на річку Лос-Анджелес у серпні 1769 року та описали місце впадіння Арройо-Секо як «дуже пишну зелену долину». Пізніше поруч із цим місцем було засновано Пуебло де Лос-Анджелес.
У жовтні 1784 року ця територія була надана під назвою Ранчо Сан-Рафаель Хосе Марії Вердуго. У 1859 році Хуліо Вердуго продав південну частину ранчо Джессі Д. Хантер, яка вперше прибула до Лос-Анджелеса в 1847 році як капітан мормонського батальйону під час мексикансько-американської війни. Раніше Хантер придбав ранчо Каньяда де Лос Ногалес, яке містить більшу частину сучасного парку Гласселл. Хантер заснував першу цегельню в Лос-Анджелесі, але продав її та зайнявся фермерством, коли придбав землю ранчо.
Після смерті Хантера землю було поділено як Хантер-Тракт, і в 1882 році Сайпрес-Парк став першою з громад Арройо-Секо, яка виникла на три роки раніше, ніж Гайленд-Парк.

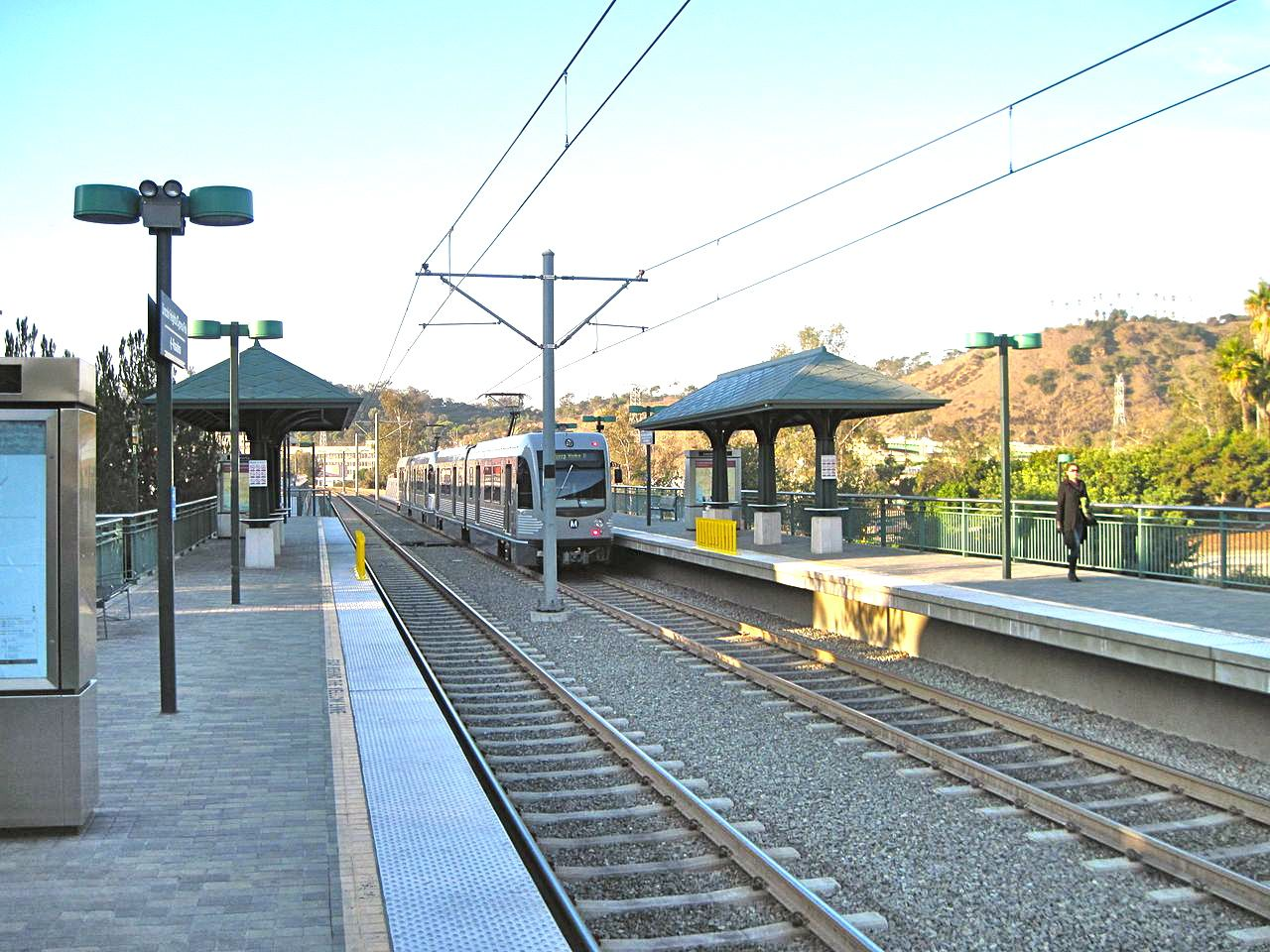
Станція Lincoln/Cypress на лінії "L Line" (раніше Gold Line).

## Транспорт
Сайпрес-парк обслуговується двома станціями метро на лінії L (колишня Gold Line): Станція Lincoln/Cypress, розташована на W. Avenue 26/Lacy St., і Станція Heritage Square, розташована на French Ave./Marmion Way. Він також обслуговується місцевими автобусами метро № 81, 90, 94, 182 і 251.
Головними магістралями району є Cypress Ave., San Fernando Rd. і North Figueroa St., які обслуговуються Golden State Freeway (Interstate 5) і Arroyo Seco Parkway (Highway 110), також відомі як Pasadena Freeway.
Крім того, Сайпрес-парк має доступ до південного кінця річкової велосипедної доріжки Лос-Анджелеса на перехресті Фігероа та міжштатної автомагістралі 5. Велосипедна доріжка йде за течією річки до Бербанка.

## В медіа
Cypress Park і підприємства в ньому часто використовуються як місце для зйомок художніх фільмів і музичних відео. У фільмах «Форсаж», «Жінка-кішка» та «Божевільне побачення» а також у телевізійному серіалі «Герої» знімали сцени на підстанції «Гурон». Місцевий бар Footsie's був використаний для музичного відео на пісню «Live Your Life», за участю Ріанни. А також фільм «Поганий Санта» і серіал HBO «Баррі».